# Jerry Wikström
Kaj Albert Jerry Wikström, född 20 augusti 1957 i Vantörs församling i Stockholm, är en svensk bordshockeyspelare. Han vann guld i bordshockey-SM (Old Fox Trophy) i oktober 1999.
Även hustrun Sissie Wikström spelar bordshockey.